# Míl·lerski
Míl·lerski (en rus: Миллерский) és un poble (un khútor) de l'óblast de Saràtov, a Rússia, segons el cens del 2010 tenia 87 habitants. Pertany al districte municipal d'Ozinki.